# Tremmel (Adelzhausen)
Tremmel ist ein Gemeindeteil von Adelzhausen im schwäbischen Landkreis Aichach-Friedberg in Bayern. Der Weiler liegt circa einen Kilometer südöstlich von Adelzhausen.
Mit dem Zweiten Gemeindeedikt vom 17. Mai 1818 wurde Tremmel zur Gemeinde Adelzhausen zugeordnet.